# 人民演员
人民演员（：／）是朝鲜民主主义人民共和国授予在电影、话剧、音乐、舞蹈等艺术领域有突出贡献的舞台艺术家的最高荣誉称号。
该称号于1952年6月4日由朝鲜最高人民会议决定设立，也是最早设立的人民称号。其级别高于功勋演员（공훈배우）。